# ISO 3166-2:AF
ISO 3166-2:AF là chuẩn ISO định nghĩa mã địa lý. Nó là tập con của ISO 3166-2 áp dụng cho Afghanistan

## Thư thông tin
- ISO 3166-2:2004-03-08 - Dành cho Afghanistan, thư thông tin này thông báo thêm tỉnh Khost và tỉnh Nurestan, được hình thành năm 2001 và 2002.
- ISO 3166-2:2005-09-13 - Dành cho Afghanistan, thư thông tin này thông báo thêm tỉnh Daykundi và tỉnh Panjshir, hình thành năm 2004.

## Các tỉnh (34)
1. AF-BDS: Badakhshān
2. AF-BDG: Bādghīs
3. AF-BGL: Baghlān
4. AF-BAL: Balkh
5. AF-BAM: Bāmīān
6. AF-DAY: Dāykondī
7. AF-FRA: Farāh
8. AF-FYB: Fāryāb
9. AF-GHA: Ghaznī
10. AF-GHO: Ghowr
11. AF-HEL: Helmand
12. AF-HER: Herāt
13. AF-JOW: Jowzjān
14. AF-KAB: Kābul (Kābol)
15. AF-KAN: Kandahār
16. AF-KAP: Kāpīsā
17. AF-KHO: Khowst
18. AF-KNR: Konar (Kunar)
19. AF-KDZ: Kondoz (Kunduz)
20. AF-LAG: Laghmān
21. AF-LOW: Lowgar
22. AF-NAN: Nangrahār (Nangarhār)
23. AF-NIM: Nīmrūz
24. AF-NUR: Nūrestān
25. AF-ORU: Orūzgān (Urūzgān)
26. AF-PIA: Paktīā
27. AF-PKA: Paktīkā
28. AF-PAN: Panjshīr
29. AF-PAR: Parwān
30. AF-SAM: Samangān
31. AF-SAR: Sar-e Pol
32. AF-TAK: Takhār
33. AF-WAR: Wardak (Wardag)
34. AF-ZAB: Zābol (Zābul)